# گونتر سایفرت
گونتر سایفرت (آلمانی: Günther Seiffert؛ زادهٔ ۱۸ اکتبر ۱۹۳۷ در اولدنبورگ) رانندهٔ سابق مسابقات اتومبیل‌رانی فرمول یک اهل آلمان است که در فصل ۱۹۶۲ در مجموع در یک گراند پری شرکت کرد، اما موفق به کسب هیچ امتیازی نشد.